# João Paiva
João Paiva (* 8. Februar 1983 in Lissabon; eigentlich João Pedro de Lemos Paiva) ist ein portugiesischer ehemaliger Fußballspieler und heutiger -trainer.

## Karriere

### Als Spieler
João Paiva begann seine Karriere in seiner Heimat bei Sporting Lissabon, wo er zunächst die Jugendabteilungen durchlief und im Jahr 2001 in die zweite Mannschaft aufgenommen wurde. Er spielte von 2001 bis 2003 bei Sporting Lissabon B in der dritten portugiesischen Liga und danach ein Jahr bei Marítimo Funchal B. 2004 ging er zum Zweitligisten SC Espinho, bei dem er sich allerdings nicht längerfristig aufdrängen konnte und unterzeichnete ein Jahr später beim zyprischen Verein Apollon Limassol.
In der Saison 2005/06 gewann er mit Apollon Limassol die zypriotische Meisterschaft. Es folgte ein kurzer Aufenthalt bei AEK Larnaka, bis er im August 2008 vom FC Luzern verpflichtet wurde. In der Saison 2008/09 hatte er mit 11 Toren in 23 Spielen einen gewichtigen Anteil am Klassenerhalt des Vereins, auch in den Barrage-Spielen gegen den FC Lugano erzielte er zwei Tore.
Zur Saison 2011/12 wechselte er ablösefrei zum Grasshoppers Club Zürich. Anschließend folgte eine Saison beim FC Wohlen, bis er dann zum FC Winterthur wechselte. Nach seinem Engagement beim FC Winterthur wechselte er am 1. Juli 2016 zum FC United Zürich, bei welchem sein Vertrag auf den 1. Januar 2017 aufgelöst wurde. Eine Saison in Dietikon bildete den Abschluss seiner Karriere.

### Als Trainer
Nach Station beim FC Dietikon, der AC Bellinzona und beim FC Langenthal übernahm er auf die Rückrunde der Saison 2024/25 hin als Cheftrainer das Frauenteam des Grasshopper Club Zürich.